# 성주 여씨
성주(성산) 여씨(星州呂氏)는 경상북도 가야산 및 성주고을의 옛 이름이요, 성주군을 본관으로 하는 한국의 성씨이다. 함양은 경상남도 서쪽 지리산 밑 고을 이름이니, 이들 사이 거리는 200리가 못된다. 근래에는 함양 여씨와 합본해 여씨 전국종친회를 구성했다.
- 성주군은 당초 6가야국(六伽倻國)의 하나인 성산가야국(星山伽倻國)을 신라가 멸망시키고 이를 본피현(本彼縣)이라 하다가 757년(경덕왕 16) 신안현(新安縣)으로 개칭하여 성산군(星山郡)에 속하게 하였다. 그 후 벽진군(碧珍郡)으로 개칭하고 치소(治所)를 지금의 성주읍(星州邑)에 두었다.

## 성산여씨 근원

### ○ 東國氏始祖 翰林學士 新羅典書 府君家狀 (동국여씨시조 한림학사 신라전서 부군가장)
東國氏(동국여씨)란 말은, 中國氏(중국여씨)에 대한 상대말로 사용된 것인데, 다른 말로 바꾸면, 한국여씨로 된다. 동국여씨 始祖(시조)라는 말은, 한국땅에 살고 있는, 모든 氏始祖(여씨시조)가, 서로 같다는 뜻을 나타내는 말이기도 하다.
翰林(한림)이란, 中原(중원)땅 唐(당)나라 벼슬 이름이고, 典書(전서)란 신라시대 벼슬이다. 신라시대의 벼슬이름인 전서가, 고려시대에 와서는 尙書(상서)라는 이름으로 바뀌었다.
고려말에 版圖判書(판도판서)라는 벼슬 이름이 보이다가, 조선시대에 들어와서는 모두 判書(판서)란 이름으로 통일 되었던 것이다.
동국여씨에 星山派(성산파)가 있고, 咸陽派(함양파)가 있다.
이들 始祖(시조)의 諱(휘)가 禦梅(어매)이시다. 삼가 살피건데 府君(부군)이 당나라 翰林院 大學士(한림원대학사)로 일하시던 가운데, 僖宗(희종) 乾符(건부) 4년에 黃巢亂(황소란)을 피하여, 처자를 거느리시고 신라땅 동북으로 건너왔다.
이때가 신라 憲康王(헌강왕) 3년이었다. 星山派(성산파) 世譜(세보)에는, 始祖(시조) 禦梅公(어매공)이 신라말기에, 典書(전서)가 되었다고 적혀있다.
始祖(시조)인, 典書府君(전서부군)의 아들과 손자들 이름을 모두 모르게되어, 민망하게 살아오던 가운데, 高麗大將軍(고려대장군) 林淸(임청)으로부터 오늘에 이르기까지 이어져서, 이른바 咸陽 氏(함양여씨)가 되었고, 高麗三重大匡(고려삼중대광) 良裕(양유)로부터, 오늘에 이르기까지 이어져서 이른바 星山 氏(성산여씨)가 된 것이다.
將軍公(장군공)이 前書公(전서공)의 몇 代孫(대손)인지 알 수 없고, 大匡公(대광공)이 전서공의 몇 대손인지 알 수 없게 되어, 애석하게도 星山派(성산파)와 咸陽派(((함양파)가 함께 世譜(세보)를 하지 못하는, 불행이 있게 된 것이다.
世譜(세보)는 함께 하지 못하나 始祖(시조)가 같기에, 서로를 宗氏(종씨)라고 하면서 왕래한다. 성산은 경상북도 가야산 및 성주고을의 옛 이름이요, 함양은 경상남도 서쪽 지리산 밑 고을 이름이니, 이들 사이 거리는 200리가 못된다.
이들이 모두 영남땅이고 보면, 東國氏(동국여씨)의 뿌리가 영남에 있음이 틀림없고, 그것은 신라시대에 뿌리가 내려졌기에, 그렇게 된 것이다.

### ○ 星山派 中始祖 高麗三重大匡 府君家狀 (성산파 중시조 고려삼중대광 부군가장)
新羅典書(신라전서) 禦梅(어매) 後裔(후예)에 良裕(양유)가 있다. 양유가 곧 부군의 諱(휘)이다. 府君(부군)은 高麗忠烈王朝(고려충열왕조)에 성주고을에서 태어나셔서, 擧人進士(거인진사) 성주고을 冶洞里(야동리)에 사셨다.
禑王(우왕)6년, 이성계 장군이 전라도 雲峰(운봉)에서 왜장 아지발도를 무찌를 때, 府君(부군)이 군량공급 하는 일을 자진하여 맡았다. 雲峰大捷(운봉대첩)에 대한 논공행상에서, 부군에게 알려진 勳號(훈호)가, 三重大匡(삼중대광)이었다.
여기에 대한 것이, 大東韻府群玉(대동운부군옥)이라는 책에 실려있다. 群玉(군옥)이라는 책은, 조선국 선조 때 학자였던 草澗(초간) 權文海(권문해)가 엮은 것으로 모두가 20권이다.
초간은 退溪門人(퇴계문인)이다. 부군의 배(配)가, 貞敬夫人(정경부인) 碧珍李氏(벽진이씨)인데, 同正(동정) 李昌幹(이창간)의 딸이요, 隴西郡公(농서군공) 李長庚(이장경)의 외손녀이다.
부군이 아들 둘을 두었는데, 장남이 渭忠(위충)이요, 차남이 渭賢(위현)이다. 위충은 中郞將(중랑장)이 되었고, 위현은 版圖判書(판도판서)가 되셨다.
위충이 4남1녀를 두었는데 希德(희덕),希哲(희철),希福(희복),希正(희정)이 그 차례이다.
희덕은 典書(전서)이고, 희철은 府尹(부윤)이고, 희복은 少監(소감)이고, 희정은 副正(부정)이었다. 1녀가 韓天富(한천부)의 아내가 되었는데, 韓(한)이 중랑장이었다.
渭賢(위현)이 2남을 두었는데, 克禋,(극인) 克誨(극회)가 그 차례이다.
극인이 漢城尹(한성윤)이고, 극회가 工曹判書(공조판서)였다.
府君(부군)으로부터 아래로 내려오면서, 世譜(세보)가 이룩되기에, 府君(부군)이 이른바 星山氏(성산여씨)의 中始祖(중시조)가 되는 것이다.
府君(부군)의 墓(묘)를 잃어버렸고, 貞敬夫人(정경부인)의 墓(묘)도, 잃어버렸다. 그리하여 해마다 寒食날에, 敬梓堂(경재당)에서, 處祀(처사)로 行祀(행사)한다. 敬梓堂(경재당) 은 府君(부군)의 齋舍(재사)이며, 성주읍 북녘 冶洞里(야동리)에 있다.

## 성산여씨 파명
派(파)에 대한 이름은 後裔(후예)들의 世居地(세거지)가 되는 땅이름으로 정한다. 星山氏(성산여씨)의 제일차 분파가 이른바 大邱嘉昌派(대구가창파)와 星州派(성주파)로 나뉘어진다. 中郞將公派(중랑장공파)라고 하지 말고, 嘉昌派(가창파)로, 版圖判書公派(판도판서공파)라고 하지 말고, 星州派(성주파)라고 하는것이 옳다.
嘉昌派(가창파)는 中郞將公(중랑장공) 후예들의 세거지가 가창이기에 嘉昌派(가창파)가 되는 것이다. 그러나 嘉昌面(가창면) 杏亭里(행정리)에 주로 世居(세거) 하였기에 세거분류상 杏亭派(행정파)가 된다. 中郞將公(중랑장공)의 孫子(손자)인 純(순)이 삼형제를 두셨는데 長子(장자)는 處士公(처사공) 文淸(문청)으로 杏亭伯派(행정백파)요, 次子(차자)는 進士公 (진사공) 文明(문명)으로 杏亭仲派(행정중파)며, 三子(삼자)는 寺正公(시정공) 文承(문승)으로 杏亭季派(행정계파)로 분파된다.
星州派(성주파)에서 계속 分派(분파)가 있게 되는데, 그 제 일차 분파가 星州本派(성주본파)와 星州伽川派(성주가천파)로 나뉘어진다. 성주본파의 派祖(파조)는 고성현령 子方(자방)이고, 성주가천파의 派祖(파조)는 의성현령 子庸(자용)이다. 子方(자방)은 공조판서 克誨(극회)의 맏아들이고, 子庸(자용)은 克誨(극회)의 둘째아들이다. 固城公派(고성공파)라고 하지말고, 星州本派(성주본파)로 義城公派(의성공파)라고 하지 말고, 星州伽川派(성주가천파) 라고 하는 것이 옳다.
星州本派(성주본파)에서 分派(분파)가 생겼는데, 맏집이 성주 本派(본파)가 되고, 둘째집이 성주 鳩亭派(구정파)가 되고, 셋째집이 關北派(관북파)가 된다. 성주본파의 派祖(파조)는 詠(영)이고, 성주구정파의 派祖(파조)는 諫(간)이고, 관북파의 派祖(파조)는 雄(웅)이다. 詠(영)은 宣略將軍(선략장군) 仁甫(인보)의 맏아들이고, 諫(간)은 그 둘째아들이고, 雄(웅)은 그 셋째아들이다.
星州本派(성주본파)에서 또 分派(분파)가 생겼는데, 맏집이 星州泠川派(성주영천파)가 되고, 둘째집이 星州樹村派(성주수촌파)가 된다. 泠川派(영천파)의 派祖(파조)는 진사 冶傭(야용) 希端(희단)이고, 樹村派(수촌파)의 派祖(파조)가 持坪(지평) 圓亭(원정)希臨(희림)이다. 圓亭(원정)은 冶傭(야용)의 아우이다. 進士公派(진사공파)라고 하지 말고, 성주 泠川派(영천파)로(대동보상 진사공파), 圓亭公派(원정공파)라고 하지말고, 星州樹村派(성주수촌파)라고 하는 것이 옳다.
星州進士公派(성주진사공파)는 進士公(진사공) 希端(희단)의 孫(손) 處士公(처사공) 胄男(주남)후예가 星州進士公 伯派(성주진사공백파)이고, 處士公(처사공) 胤男(윤남)후예가 星州進士公 仲派(성주진사공중파)이며, 處士公(처사공) 季男(계남)후예가 星州進士公 季派(성주진사공계파)로 분파된다.
수촌파가 번성하여 分派(분파)가 생겼는데, 樹村伯派(수촌백파), 樹村仲派(수촌중파),樹村叔派(수촌숙파),樹村季派(수촌계파)가 그 분파이름이 된다. 圓亭先生(원정선생)이 樹村里(수촌리)에 터를 잡고 옮겨 살았기에, 원정후예는 모두가 수촌파가 된다. 원정선생이 一男(일남)을 두었다. 그 외아들이 沉(침)인데, 司直(사직)이다. 司直公(사직공)이 四男(사남)을 두었는데,
그 四兄弟(사형제) 후예가, 이른바 樹村四派(수촌사파)이다.
圓亭公孫(원정공손) 處士公派(처사공파) 라고 하지말고, 星州樹村伯派(성주수촌백파)로 원정공손 參議公派(참의공파) 라고 하지말고,星州樹村仲派(성주수촌중파)로 , 원정공손 生員公派(생원공파)라고 하지말고, 星州樹村叔派(성주수촌숙파)로 원정공손 左尹公派(좌윤공파)라고 하지말고, 星州樹村季派(성주수촌계파)라고 하는 것이 옳다.
子方(자방)의 子(자) 宣略公(선략공) 仁甫(인보)의 次子(차자) 司直公(사직공) 諫(간)의 후예가 鳩亭派(구정파)
이며, 三子(삼자)인 雄(웅)의 후예가 關北派(관북파)다.
星州伽川派祖(성주가천파조)인 子庸(자용)이 二男(이남)을 두었는데, 맏집이 伽川本派(가천본파)가 되고, 둘째집이 星州船南派(성주선남파)가 된다.
가천본파에서 둘째집이 金山(김산) 기럴 耆洞(기동)으로 옮겨서 金山耆洞派(김산기동파)가 생기게 된다.
子傭(자용)의 曾孫(증손) 遇文(우문)의 후예가 金山派(김산파)다.
鑑湖先生(감호선생)이 기럴출신이다. 鑑湖(감호)의 후예가 번성하여, 休庵公派(휴암공파), 通德郞公派(통덕랑공파), 道巖公派金(도암공파),로 분파된 것이다.
休庵公派(휴암공파)라고 하지말고 金山伯派(김산백파)로, 通德郞公派통덕랑공파) 라고 하지말고 金山仲派(김산중파)로, 道巖公派(도암공파)라고 하지말고 金山季派(김산계파)라고, 하는것이 옳다.
子庸 (자용)의 曾孫(증손) 希文(희문)의 후예가 鷄項派(계항파)이고, 子庸(자용)의 曾孫(증손) 希甫(희보)의 후예가 淸道派(청도파)다.
星州船南派(성주선남파)에서 그 선남이 어디인고 하면 오도마루가 되는 吾道宗村(오도종촌)이다. 현감(諱 漢弼)공파라고 하지말고 船南吾道派(선남오도파)라고 하는 것이 옳다. 船南吾道派(선남오도파)는 子庸(자용)의 次子(차자) 熹(희)의 子(자) 漢弼(한필)의 후예가 釜洞派(부동파)며, 漢弼(한필)의 玄孫(현손) 益男(익남)의 後裔(후예)가 慶山派(경산파)로 분파된다.

## 성산여씨 세거록

### ○ 得貫 淵源(득관 연원)
中國(중국) 唐(당)나라에서 翰林學士(한림학사)를 지낸 禦梅(어매)가, 僖宗(희종) 乾符(건부)4년 (서기877년 신라 헌강왕3년)에, 黃巢(황소)의 亂(란)을 당하여, 萊州(래주)로부터 신라에 건너와, 典書(전서)를 지냈다.
이 분이 星山(성산)에서 大姓(대성)을 이루게 한 氏(여씨)의 始祖(시조)이며 그 後裔(후예)가 星山氏(성산여씨)와 咸陽氏(함양여씨)로 分貫(분관) 되었다.
典書公(전서공) 이래로, 高麗朝(고려조)에서 代代(대대)로 벼슬을 지냈을 것이나 年代(연대)가 玄遠(현원)하여, 諱字(휘자)와 官職(관직)이며, 몇 대를 내려왔는지 알 수 없다가, 고려말엽 성산 고을에서 擧人進士(거인진사)로 發身(발신)하여, 高麗(고려) 三重大匡(삼중대광)을 지낸 良裕(양유)를, 성산여씨의 中始祖(중시조)로 하고, 高麗 大將軍(고려대장군)을 지낸 林淸(임청)을 함양여씨의 中始祖(중시조)로 하며, 성산여씨는 성주,김천,대구,등지에, 함양여씨는 서울, 청주, 영동, 등지에 世居(세거)하고 있다.
성산은 星州(성주)의 옛 지명으로, 三國遺事(삼국유사)를 살펴보면, 星山伽倻(성산가야)는 六伽倻(육가야) 중 하나이며, 本彼縣(본피현), 星山郡,(성산군), 京山府(경산부), 星山縣,(성산현), 星州牧,(성주목)등으로 불리다가, 지금은 星州郡(성주군)으로 불리고 있다.

### ○氏族(씨족) 分派來歷(분파내역)과 世居地(세거지)
星山氏(성산여씨) 中始祖(중시조)인 三重大匡公(삼중대광공)에게, 두 아들이 있었다.
長子(장자)는 고려 中郞將(중랑장)을 지낸  渭忠(위충)이고, 次子(차자)는 고려 版圖判書(판도판서)를 지낸  渭賢(위현)이다.
中郞將公(중랑장공) 후예는 대구 가창파로, 가창면 행정, 영천일대에 世居(세거)하고 있으며, 판서공 후예는 성주파로, 判書公에게 두 아들이 있었는데, 長子(장자)는  克禋(극인)으로, 漢城尹(한성윤) 掌令(장령), 경상도 安廉(안염)을 지냈고, 차자는  克誨(극회)로 工曹判書(공조판서)를 지냈다.
工曹判書公(공조판서공)에게 두 아들이 있었는데, 長子(장자)는 固城縣令(고성현령)을 지낸  子方(자방)이고, 次子(차자)는 義城縣令(의성현령)을 지낸  子庸(자용)이다. 고성현령공의 후예는 星州派(성주파)로 성주군내에 주로 살고 있으며, 의성현령의 후예는 金山派(김산파)로, 김천시 구성면과, 성주수륜면, 대구시, 청도, 등지에 分居(분거)하고 있다.

#### 大邱(대구) 嘉昌派(가창파) 世居地(세거지)
성산여씨 중시조 三重大匡公(삼중대광공)의 장자 渭忠(위충)의 字(자)는 國賓(국빈)이요, 관직은 고려조때 中郞將(중랑장)으로 文武(문무)를 겸한 名將(명장)이시다.
이분이 嘉昌派祖(가창파조)시다. 고려말 이성계와 함께 지방의 紅巾賊(홍건적)을 물리치고, 수시로 침범하는 倭寇(왜구)와의 交戰(교전)에서 큰 戰果(전과)를 세웠고, 그들을 討伐(토벌)하기 위해 충주,용인,문경,등지를 전전하던 중 그 후예가 칠곡, 군위,등지에 거주하다가, 중랑장공의 九世孫(구세손) 希佶(희길)이, 명종원년(1546)에 軍威(군위)에서 대구가창에 入鄕(입향)하여, 행정,영천,정대리 에 세거하고 있다. 중랑장공의 손자인 純(순)이 삼형제를 두셨는데 長子(장자)는 文淸(문청)으로 伯派(백파)요, 次子(차자)는 擧人進士(거인진사) 文明(문명)인데 중파요, 三子(삼자)가 司僕寺正 (사복사정) 文承(문승)인데 季派(계파)이다.

#### 星州派(성주파) 世居地(세거지)
星州派祖(성주파조) 固城縣令公(고성현령공)에게 손자가 셋인데, 長孫(장손)은 護軍(호군)을 지낸  詠(영)으로 星州派(성주파) 이고, 次孫(차손)은 司直(사직)을 지낸  諫(간)이니 鳩亭派(구정파)로, 성주 등지에 分居(분거) 하고있고, 季孫(계손)은  雄(웅)으로 關北派(관북파)이며, 함경도 길주, 등지에 분거하고 있다.
성주파의 護軍(호군)이신 詠(영)의 字(자)는 監役(감역)인 遇昌(우창)이며, 公의(공) 長子(장자)는 進士(진사)인 希端(희단)이며, 성주 進士公派(진사공파)이다.
次子(차자)는 持平(지평)인 希臨(희림)으로, 號(호)가 圓亭(원정)이며, 이 분이 星州 樹村派祖(성주수촌파조)이시다. 원정선생의 子(자)는 司直(사직)인 沉(침)으로, 司直公(사직공)이 四男(사남)을 두셨는데, 長子(장자)는 允恭(윤공)으로 樹村伯派(수촌백파)이고, 次子(차자)는 允忠(윤충)으로 樹村仲派(수촌중파)이며, 三子(삼자)는 允恕(윤서)로 樹村叔派(수촌숙파)이고, 四자(사자)는 允儉(윤검)으로 樹村季派(수촌계파)이다, 원정선생의 後裔(후예) 四派(사파)가, 星州郡(성주군) 碧珍面(벽진면) 樹村里(수촌리)에, 世居(세거)하고 있다.

#### 金山派 世居地(김산파 세거지)
金山派祖(김산파조)는 義城縣令(의성현령)인 子庸(자용)이다.
아들 緝(집)은 金海府使(김해부사)를 지냈고, 孫子(손자)는 忠武大護軍(충무대호군)을 지냈던 允成(윤성)으로, 이분이 金山耆洞派祖(김산기동파조)이다.
允成(윤성)의 둘째 아들, 希望(희망)의 아들 從濩(종호)가, 성주에서 金山耆洞(김산기동)에 入鄕(입향)했다. 종호의 아들이 應龜(응구)이고, 孫子(손자)가 大老(대로)인데, 자는 聖遇(성우)요, 호는 鑑湖(감호)이다. 鑑湖公(감호공)은 아들 셋을 두었는데 첫째가 姬佐(희좌)로 金山伯派(김산백파)이고, 둘째가 임진왜란때 부친 감호공과 함께 倡義(창의)하여 殉死(순사)한 姬佑(희우)로 金山仲派(김산중파)이며, 셋째가 進士(진사)와 文科(문과)에 登第(등제) 했으나 官職(관직)을 멀리하여 夫人壽職(부인수직)으로 戶曹參議(호조참의)가 된 姬弼(희필)로, 金山季派(김산계파)이다. 또 김해부사를 지낸 緝(집)의 넷째 아들 通仕郞(통사랑) 九成(구성)의 후예가 鷄項派(계항파)로, 長子(장자) 希文(희문)의 후예는 성주군 수륜면에, 次子(차자) 希甫(희보)의 후예는 청도에 聚落(취락)을 이루고 살고 있으며, 義城公 子庸(의성공 자용)의 둘째아들인 通仕郞(통사랑)을 지낸 熹(희)의 후예가, 대구,부동,경산시내에, 集成村(집성촌)을 이루고 살고 있다.

## 여씨향약
○樹村鄕約綱目(수촌향약강목)
◎德業相勸(덕업상권)-덕을 세우는 사업을, 서로 권한다
◎過失相規(과실상규)-잘못을, 서로 규제한다
◎禮俗相交(예속상교)-예법과 풍속으로, 서로 사귄다
◎患難相恤(환난상휼)-고난이 생기면, 서로 도와서 구해준다
◎庭語相守(정어상수)-가정언어를, 서로지킨다
○藍田鄕約(남전향약)
중원땅 陝西省(섬서성)에 남전이라는 고을이 있었다
宋(송)나라때 여씨들이 남전에서 一門(일문)을 이루면서 도학을 떨쳤기에, 세상사람들이 남전여씨라 불렀다. 北宋(북송)말기에 남전여씨 가운데, 道學君子(도학군자) 사형제가 같은마을에 함께살고 있었다.
그들의 이름이 大中(대중), 大防(대방), 大約(대약), 大臨(대림),이다.
이들 네형제가 의논하여 서로가 지켜나갈 약속조항을 만들었는데,
이른바 德業相勸(덕업상권), 過失相規(과실상규), 禮俗相交(예속상교), 患難相恤(환난상휼), 이었다. 이 네가지 綱目(강목)을 이름지어, 남전향약이라고 하였다.
○氏鄕約(여씨향약)
南宋(남송)때 道學君子(도학군자) 朱晦庵 (주회암)이, 藍田鄕約(남전향약)을 보고 기뻐하면서 이름지어 이르기를 氏鄕約(여씨향약) 이라고 하였다.
남전여씨 道學君子(도학군자) 사형제가 鄕約(향약)을 만들고서, 이름하기를 남전향약 이라고 했는데, 朱文公(주문공) 즉 주회암이 그것을 氏鄕約(여씨향약)이라고 이름지었든 것이다. 朝鮮(조선) 中宗(중종) 13년, 慕齋 金安國(모제 김안국)이 경상도 관찰사로 있으면서, 氏鄕約(여씨향약) 이라는 諺解本(언해본)을 내고서, 그 책이름을 朱子增損氏鄕約(주자증손여씨향약) 이라고 했다.
○樹村鄕約(수촌향약)
樹村鄕約(수촌향약)은 藍田鄕約(남전향약)즉 氏鄕約(여씨향약)의 四箇綱目(사개강목)에, 庭語相守(정어상수)를 추가한것이 수촌향약이다.
수촌향약은 五箇綱目(오개강목)으로 이루어져있다.
◎庭語相守(정어상수)
庭語(정어)란, 家庭言語(가정언어)를 줄인말이다.
家庭(가정)을 지키려면, 家庭言語(가정언어)를 지켜야한다.
家庭言語(가정언어)를 지키려고 하면, 家庭言語(가정언어)와 남남言語(언어)를 區別(구별) 할줄 알아야 한다.
#남남-- 서로 아무런 관계가 없는 사람들.
家庭言語(가정언어)와 남남言語(언어)를 區別(구별)할줄 아는사람은, 남들에게 家庭言語(가정언어)를 使用(사용)하지 아니한다.
남남사이가 되는 늙은이를 보고 할아버지, 할머니 라고 불러서는 안되고, 남남사이가 되는 사람을 보고 아저씨, 아주머니, 아줌마, 라고 불러서는 안된다
남남사이에서 相對(상대)를, 형님, 언니,라는 말을 使用(사용)해서는 안된다.
남들에게 家庭言語(가정언어)를 使用(사용)하는 사람은, 말을 함부로 하는 사람인데, 말을 함부로 하게되면, 자기도 모르는 사이에 不良輩(불량배)가 된다.
學校(학교)에서도 家庭言語(가정언어)와 남남言語(언어)를 가르치지 아니하니, 집안에서 힘써 가르쳐 주어야한다. 家庭言語(가정언어)는 어릴때부터 익혀야한다. 자기를 지키려면, 家庭言語(가정언어)를 지켜야한다.

## 과거급제자(조선시대)
- 여명거(呂命擧, 1656 丙申生) : 문과(文科) 숙종28년(1702) 식년시 병과(丙科)
- 여홍간(呂弘幹, 1728 戊申生) : 문과(文科) 영조44년(1768) 식년시 병과(丙科)
- 여영징(呂榮徵, 1631 辛未生) : 문과(文科) 효종5년(1654) 식년시 병과(丙科)
- 여명진(呂鳴震, 1661 辛丑生) : 문과(文科) 숙종43년(1717) 식년시 병과(丙科)
- 여수징(呂壽徵, 1624 甲子生) : 문과(文科) 현종7년(1666) 식년시 병과(丙科)
- 여응구(呂應龜) : 문과(文科) 선조5년(1572) 별시 을과(乙科)
- 여효증(呂孝曾, 1574 甲戌生) : 문과(文科) 인조13년(1635) 증광시 병과(丙科)
- 여성거(呂聖擧, 1649 己丑生) : 문과(文科) 숙종9년(1683) 증광시 병과(丙科)
- 여홍호(呂弘○, 1704 甲申生) : 문과(文科) 영조20년(1744) 식년시 을과(乙科)
- 여대로(呂大老, 1552 壬子生) : 문과(文科) 선조16년(1583) 별시 을과(乙科)

등 모두 30명의 과거급제자가 있다.
(문과 13명, 생원진사시 17명)
※ 과거급제자는 조선왕조방목 기록을 기준으로 한 것이므로 실제와 다를 수 있다.

## 항렬자
| 7世 온(溫)  | 8世 희(希)  | 9世 종(鍾)  | 10世 주(周) | 11世 겸(謙) | 12世 망(望) | 13世 사(師) | 14世 온(溫) | 15世 희(希) | 16世 종(鍾) |
| 17世 주(周) | 18世 겸(謙) | 19世 망(望) | 20世 사(師) | 21世 영(永) | 22世 동(東) | 23世 환(煥) | 24世 기(基) | 25世 현(鉉) | 26世 원(源) |
| 27世 주(柱) | 28世 열(烈) | 29世 재(在) | 30世 종(鍾) | 31世 태(泰) | 32世 식(植) | 33世 병(炳) | 34世 균(均) | 35世 재(宰) | 36世 정(廷) |
| 37世 상(相) | 38世 혁(爀) | 39世 평(坪) | 40世 길(吉) | 41世 운(云) | 42世 근(根) | 43世 도(道) | 44世 덕(悳) | 45世 선(仙) | 46世 옥(沃) |
| 47世 제(梯) | 48世 인(燐) | 49世 집(?)  | 50世 성(?)  | 51世 -      | 52世 -      | 53世 -      | 54世 -      | 55世 -      | 56世 -      |

※ 世와 代는 다른 것으로 世에서 1을 뺀 값이 代가 된다. (예: 8世孫은 7代孫)

## 지명
- 성주군은 당초 6가야국(六伽倻國)의 하나인 성산가야국(星山伽倻國)을 신라가 멸망시키고 이를 본피현(本彼縣)이라 하다가 757년(경덕왕 16) 신안현(新安縣)으로 개칭하여 성산군(星山郡)에 속하게 하였다. 그 후 벽진군(碧珍郡)으로 개칭하고 치소(治所)를 지금의 성주읍(星州邑)에 두었다.
- 고려시대에는 940년(태조 23) 경산부(京山府)로 개칭하였다가 981년(경종 6) 광평군(廣平郡)으로 강등하였으나, 995년(성종 14) 대주(垈州)라 칭하여 도단련사(都團練使)를 두었다. 1012년(현종 3) 단련사(團練使)를 폐하고 1018년(현종 9)에 경산부(京山府)로 승격, 1군 14현을 관할하였다. 1308년(충렬왕 21)에는 성주목(星州牧)으로 하였으나 1310년(충선왕 2)에는 경산부(京山府)로 강등하였다.
- 조선시대는 태종 때 성주목으로 다시 승격, 그 후 1895년(고종 32) 5월 성주군으로 개칭하고 군수를 두었다. 1906년 행정구역 개편으로 인곡ㆍ덕곡ㆍ노곡ㆍ다산면이 고령군으로, 노곡면이 현풍군으로, 증산면이 금릉군으로 편입되었다. 1914년 4월 군ㆍ면 통폐합 때 신곡면(新谷面)을 김천군에 편입시키고, 나머지 28개 면을 12개 면으로 폐합하였다.
- 1934년 2월 지사면과 청파면을 통합하여 수륜면으로, 용두면과 성암면을 통합하여 용암면으로 개칭하였다. 1979년 성주면이 성주읍으로 승격되었다.
- 2004년 현재 성주읍ㆍ선남면(船南面)ㆍ용암면(龍岩面)ㆍ수륜면(修倫面)ㆍ가천면(伽泉面)ㆍ금수면(金水面)ㆍ대가면(大家面)ㆍ벽진면(碧珍面)ㆍ초전면(草田面)ㆍ월항면(月恒面) 등 1읍 9면으로 이루어져 있다.

## 인구
- 2015년 인구는 성주 여씨 13,467명, 성산 여씨 9,494명이다.

## 참고 자료
- “성주여씨(星州呂氏)”. 뿌리를 찾아서.[깨진 링크(과거 내용 찾기)]
- 재경 성산여씨 종친회